# Эджкамб, Ричард, 1-й барон Эджкамб
Ричард Эджкамб, 1-й барон Эджкамб из Маунт-Эджкамб в Корнуолле (англ. Richard Edgcumbe, 1st Baron Edgcumbe; 23 апреля 1680 — 22 ноября 1758) — английский дворянин и политик-виг, который заседал в Палате общин Англии и Великобритании с 1701 по 1742 год, когда был возведен в звание пэра, барона Эджкамба. В его честь был назван округ Эджком в штате Северная Каролина.

## Происхождение
Родился 23 апреля 1680 года. Сын сэра Ричарда Эджкамба (1640—1688) и леди Энн Монтегю (ок. 156—1729), дочери Эдварда Монтегю, 1-го графа Сэндвича.

## Карьера

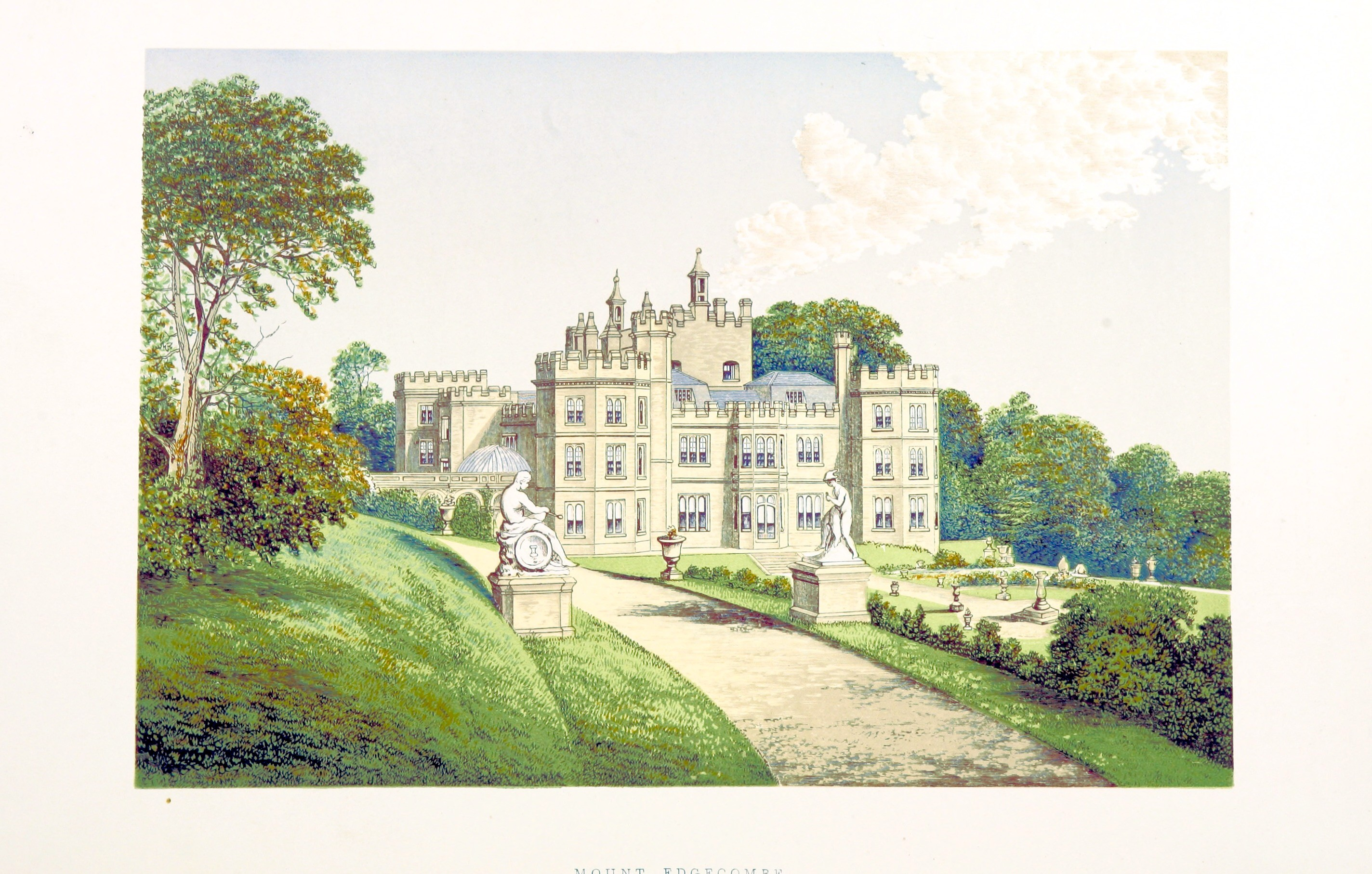
Маунт-Эджкамб-хаус (графство Девон), 1859 год

В 1694 году, в возрасте 14 лет, Ричард Эджкамб унаследовал семейное поместье своего брата Пирса Эджкамба. Он поступил в Тринити-колледж в Кембридже в 1697 году и уехал за границу в 1699 году.
На парламентских выборах 25 июня 1701 года Ричард Эджкамб был избран в Палату общин Англии от Корнуолла, но так и не занял свое место, поскольку парламент был прерван. На выборах позже в 1701 году он был возвращен в парламент в качестве депутата от Сент-Джерманса. Ричард Эджкамб был избран депутатом от Плимптон-Эрла на парламентских выборах в Англии 1702 года. Он был переизбран на выборах 1705 года и проголосовал за кандидата от правительства в качестве спикера 25 октября 1705 года. Эджкамб был возвращен в Палату общин от партии вигов на выборах в Великобритании 1708 года и несколько раз был кассиром вигов. Хотя он отсутствовал при голосовании по импичменту доктора Сашеверелла, он подвергся нападению со стороны толпы, поддерживающей доктора Сашеверелла в Корнуолле. Эджкамб был снова избран на парламентских выборах 1710 года, но его поведение в парламенте кажется противоречивым. Однако он должен был стать одним из лидеров великого шествия вигов через лондонский Сити, что было запрещено правительством. Ричард Эджкамб проголосовал за предложение «Нет мира без Испании» 7 декабря 1712 года и выступил против французского законопроекта о торговле 18 июня 1713 года. Он был снова избран на выборах в Великобритании 1713 года и проголосовал против исключения Ричарда Стила.
На британских выборах 1715 года Ричард Эджкомб был избран в Палату общин депутатом от Плимптон-Эрла. Он был назначен лордом казначейства в 1716 году. Эджкамб отказался от должности, когда он вступил в оппозицию с Уолполом в 1717 году, но был восстановлен в 1720 году. Он снова был избран в Палату общин от Плимптон-Эрла на парламентских выборах в Великобритании 1722 года. Ричард Эджкамб занимал свой пост в казначействе до 1724 года, когда он был назначен вице-казначеем Ирландии, этот пост он занимал до 1742 года. Он был снова возвращен на выборах 1727 года и был назначен тайным советником Ирландии 28 ноября 1727 года. На парламентских выборах 1734 года Ричард Эджкамб был избран в качестве члена парламента от Плимптон-Эрла и Лоствитхила и выбрал округ Лоствитхил. Он был лордом-хранителем оловянных рудников с 1734 по 1747 год. Ричард Эджкамб был снова избран от Плимптон-Эрла на выборах 1741 года и сидел до тех пор, пока он не был повышен до пэра в 1742 году и не освободил свое место в Палате общин. Ричард Эджкамб был верным последователем сэра Роберта Уолпола, в интересах которого он руководил выборами в округах Корнуолла, и его повышение до пэра было призвано помешать ему давать показания о расходовании Уолполом денег секретных служб. В 1742 году Ричард Эджкамб был назначен лордом-лейтенантом Корнуолла и канцлером герцогства Ланкастер, и эти должности он занимал до конца своей жизни. Он стал полковником пехотного полка в 1745 году и стал генерал-майором в 1755 году. В январе 1758 года он был назначен главным судьей в Эре, к северу от Трента.

## Брак и дети
12 марта 1715 года Ричард Эджкамб женился на Матильде Фернезе (ум. 1721), дочери сэра Генри Фернезе, 1-го баронета (ок. 1658—1712) из Вальдершера в Кенте. У супругов было четверо детей, в том числе:
- Ричард Эджкамб, 2-й барон Эджкамб (2 августа 1716 — 10 мая 1761), старший сын и наследник, умерший неженатым
- Джордж Эджкамб, 1-й граф Маунт-Эджкамб, 3-й барон Эджкамб (3 марта 1720 — 4 февраля 1795), сменивший своего брата и ставший графом Маунт-Эджкамб в 1789 году.